# Karl Jiszda
Karl Jiszda (* 21. Juli 1899 in Wien; † November 1963) war ein österreichischer Fußballspieler und -trainer und galt als die „Vereinsikone“ des Floridsdorfer AC.

## Vereinskarriere
Karl Jiszda spielte meist in der Position des Mittelstürmers bzw. des rechten Verbinders und war als torgefährlich und durchschlagskräftig bekannt.
Er begann 1912 bei der Floridsdorfer Sparta, wechselte aber bereits 1913 zur Jugendmannschaft des FAC, wo er gemeinsam mit Viktor Hierländer und Karl Kurz spielte. Da wegen des Ersten Weltkriegs viele bewährte Kräfte nicht zur Verfügung standen, rückten einige jüngere Spieler bald in die Kampfmannschaft der Floridsdorfer, die zu dieser Zeit zu den stärksten Teams der Liga zählten. Jiszda konnte im Frühjahr 1918 seine ersten Tore in der Meisterschaft erzielen und wurde mit dem FAC in dieser Saison zum ersten (und bislang einzigen Mal) in der Vereinsgeschichte österreichischer Meister.
Nachdem Hierländer 1919 den Verein verlassen hatte, wurde Jiszda zum wichtigsten Torschützen seiner Mannschaft, wo er sich in der Sturmreihe mit Rudolf Seidl ergänzte. 1922 und 1923 kam er jeweils unter die besten Fünf in der Torschützenliste, konnte jedoch im letzteren Jahr trotzdem den Abstieg der Floridsdorfer nicht verhindern. Jiszda ging mit dem Verein in die Zweite Klasse, wo allerdings der geplante sofortige Wiederaufstieg knapp nicht gelang. Der Stürmer verließ daraufhin 1924 den Verein und wechselte zur Vienna, wohin auch schon sein Vereinskollege Seidl gegangen war. Bei den Döblingern spielte er aber nur eine halbe Saison und schon im Frühjahr 1925 war er wieder bei seinem Stammverein tätig, mit dem nunmehr auch die Rückkehr in die höchste Spielklasse gelang.
Nach zwei Saisonen, in welchen zunächst der Klassenerhalt und dann ein guter fünfter Platz erreicht wurde, verließ Jiszda Ende 1927 den FAC zum zweiten Mal und nahm ein Engagement in der American Soccer League an, wo er gemeinsam mit József Eisenhoffer und Leopold Drucker bei den Brooklyn Wanderers spielte, aber schon im Sommer 1928 vorzeitig wieder nach Floridsdorf zurückkehrte, wo ein Schienbeinbruch seine aktive Karriere im März 1930 beendete.

## Nationalteam
Zu seinem ersten Einsatz in der Nationalmannschaft kam Jiszda im Juli 1921 gegen Finnland. Sein erstes Tor gelang ihm im folgenden Jahr beim 1:1 gegen Ungarn in Budapest. Insbesondere in den Jahren 1924 und 1927 gehörte er zur Stammaufstellung des Teams, ehe sein Wechsel ins Ausland seine Karriere in der Nationalmannschaft beendete. Insgesamt bestritt er elf Länderspiele und erzielte dabei sieben Tore. Weiters hatte er neun Einsätze in der Wiener Stadtauswahl. Zusammengefasst war er 30-facher Internationaler (Länder-, Städte- und sonstige Repräsentativspiele).

## Trainerkarriere
Nach Ende seiner aktiven Karriere schlug er die Trainerlaufbahn ein und ging nach Polen, wo er 1931 mit Garbarnia Krakau den Meistertitel erreichte. Danach übernahm er den Trainerposten beim FAC, wo er eine neue Mannschaft aufbaute, mit der er dreimal den Klassenerhalt in der höchsten Spielklasse schaffte, ehe er im Oktober 1934 vereinsinternen Machtkämpfen zum Opfer fiel. Danach trainierte er in der Schweiz den FC Zürich und den FC Oerlikon, ehe er noch das litauische Nationalteam betreute.
1945 wurde der mehrjährige Sektionsleiter des Vereins zum Präsidenten des FAC gewählt. Als Funktionär war er gleichzeitig Vorsitzender der Liga, der eigenständigen Interessensvertretung der damals gleichnamigen höchsten österreichischen Fußballliga. Als die Liga 1949 in die Obhut des Vereins Staatsliga überging und in eine A-Liga und eine B-Liga aufgespalten wurde, wurde er Vorstandsmitglied. Seine Funktionen waren unter anderem Verbandsvertreter des FAC in der Staatsliga, Revisor der Fußball-Staatsliga A und Vorsitzender-Stellvertreter des Spielausschusses der Staatsliga A.
Im November 1963 starb Jiszda und wurde am 20. November 1963 am Groß-Jedlersdorfer Friedhof (Gruppe 2, Reihe 11, Nummer 5) bestattet. Das Grab ist heute (Stand: 2023) bereits aufgelassen.

## Erfolge
- 1 × Österreichischer Meister: 1918
- 1 × Österreichischer Zweitligameister: 1925
- 1 × Polnischer Meister: 1931 (als Trainer)
- 11 Spiele und 7 Tore für die österreichische Fußballnationalmannschaft